# Reina Dorada
Reina Dorada (nacida el 9 de enero de 1998) es una luchadora profesional mexicana, quien actualmente trabaja para Lucha Libre AAA Worldwide (AAA) así como el circuito independiente. Como es a menudo el caso con los luchadores enmascarados en México, su vida privada se mantiene en secreto para los fanáticos de la lucha.

## Carrera
Reina Dorada ha sido uno de los nombres femeninos más importantes de la escena independiente en la Ciudad de México desde mediados de la década de 2010 y ha luchado en importantes promociones independientes como Generación XXI y Caralucha, así como en apariciones ocasionales en el Consejo Mundial de Lucha Libre (CMLL). Desde 2019, también ha estado luchando en Kaoz Lucha Libre, un socio de AAA. Tiene experiencia en taekwondo y es cinturón negro.

## Campeonatos y logros
- Kaoz Lucha Libre
  - Kaoz Women's Championship (1 vez)[5]